# Faujasinella
Faujasinella es un género de foraminífero bentónico considerado un sinónimo posterior de Elphidium de la subfamilia Elphidiinae, de la familia Elphidiidae, de la superfamilia Rotalioidea, del suborden Rotaliina y del orden Rotaliida. Su especie tipo era Elphidium semiinvolutum. Su rango cronoestratigráfico abarca desde el Priaboniense (Eoceno superior) hasta el Rupeliense (Oligoceno inferior).

## Clasificación
Faujasinella incluía a la siguiente especie:
- Faujasinella semiinvolutum †